# 穆拉塔庫斯禪邸
0°20′20.19″N 100°38′24.62″E / 0.3389417°N 100.6401722°E
穆拉塔庫斯禪邸為一組禪邸建築群，位於印度尼西亚廖內省。推測為三佛齐時代所建，其歷史可以追溯到11至12世紀，為蘇門答臘規模最大、保存最完整的古廟建築群。禪邸位於金寶卡南河旁，位置偏遠，在廖內省首府北干巴魯西方，車程約3小時。
1860年荷蘭考古學家康奈爾·德·格魯特（Cornel de Groot）發現該地之前，該遺址被遺棄了許多世紀，從1983年起對穆拉塔庫斯禪邸建築群進行有系統的考古研究，關於該遺址的興建年代目前無確定說法，有4世纪、7世纪、9世纪、11世纪等，無論如何，該遺跡可證明佛教曾於該區域盛行。該地點於2009年以符合世界遺產(i)、(iv)、(vi)三項標準，因而列為印度尼西亞世界遺產預備名單。

## 建築結構
穆拉塔庫斯禪邸建築群外圍有長、寬各74公尺的石牆圍繞，在此區域外側有長、寬各1.5公里的土牆圍繞。石牆內有四個禪邸，另外有一個被認為是火葬場所的土丘。穆拉塔庫斯禪邸因為有象徵釋迦牟尼佛的佛塔，一般認為是大乘佛教的建築；另有一派認為其風格為佛教寺廟和印度教寺廟的混合體。
建築群中的主體建築為古（Tua）禪邸，底座長31.65公尺、寬20.2公尺、高8.5公尺。古禪邸有多層，由下至上逐漸縮小，其設計與位於中爪哇省的婆羅浮屠有一些相似之處；新（Bungsu）禪邸長13.2公尺、寬16.2公尺、高6.2公尺，其由兩種不同的建材構成，一部分為紅磚，一部分為砂岩；瑪利蓋（Mahligai）禪邸為建築群中最高的建築，長9.44公尺、寬10.6公尺、高14.3公尺，其為圓形的佛塔，最上面一層裝飾獅子造型的雕像，但從地面往上看幾乎無法辨認；帕朗卡（Palangka）禪邸是建築群中最小的建築，長5.1公尺、寬5.7公尺、高1.45公尺，19世紀探險家剛發現此地時，此禪邸比現今高一些，但上層結構後來毀壞，僅存現今的樣貌。

## 圖集

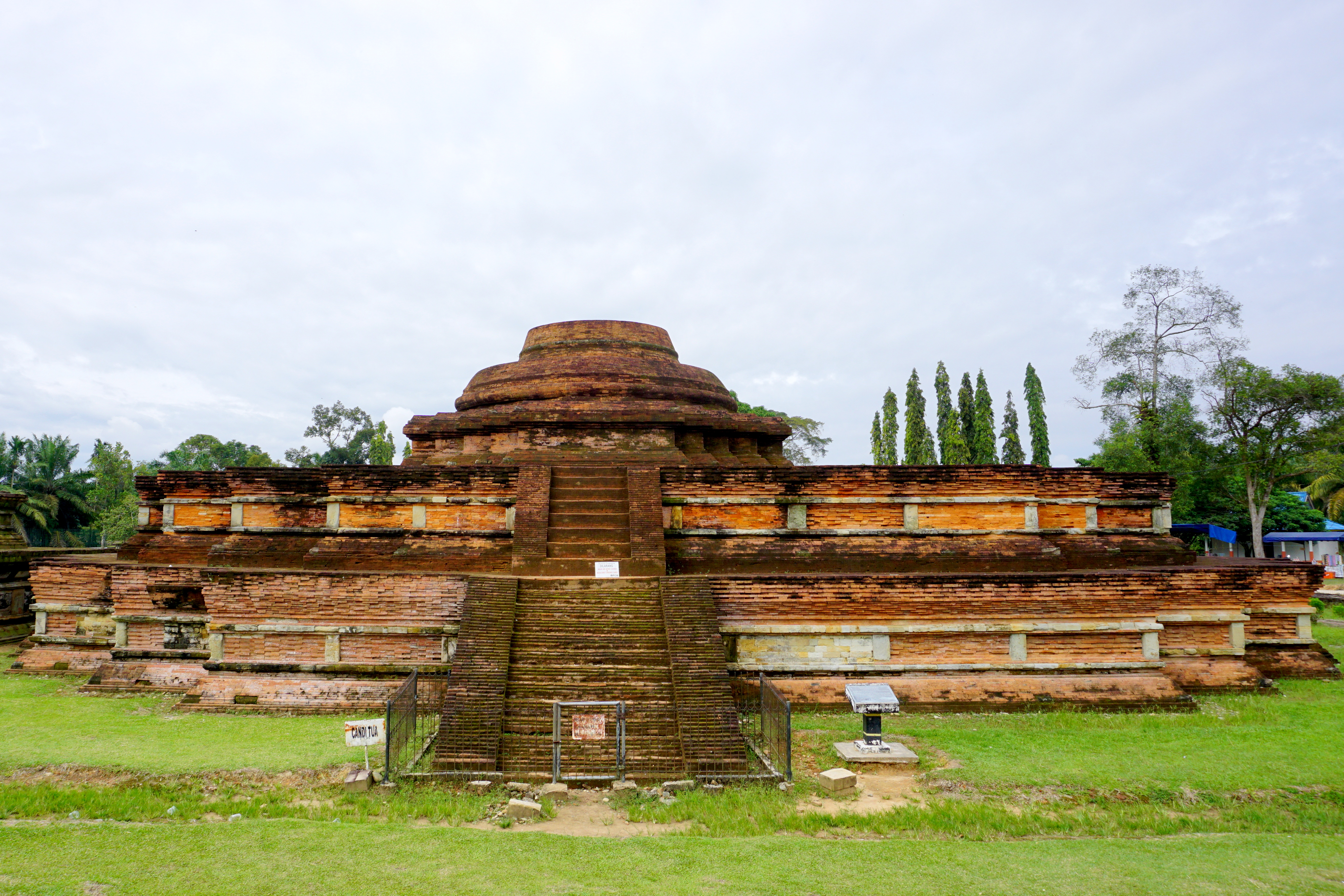
古（Tua）禪邸，建築群中的主體建築
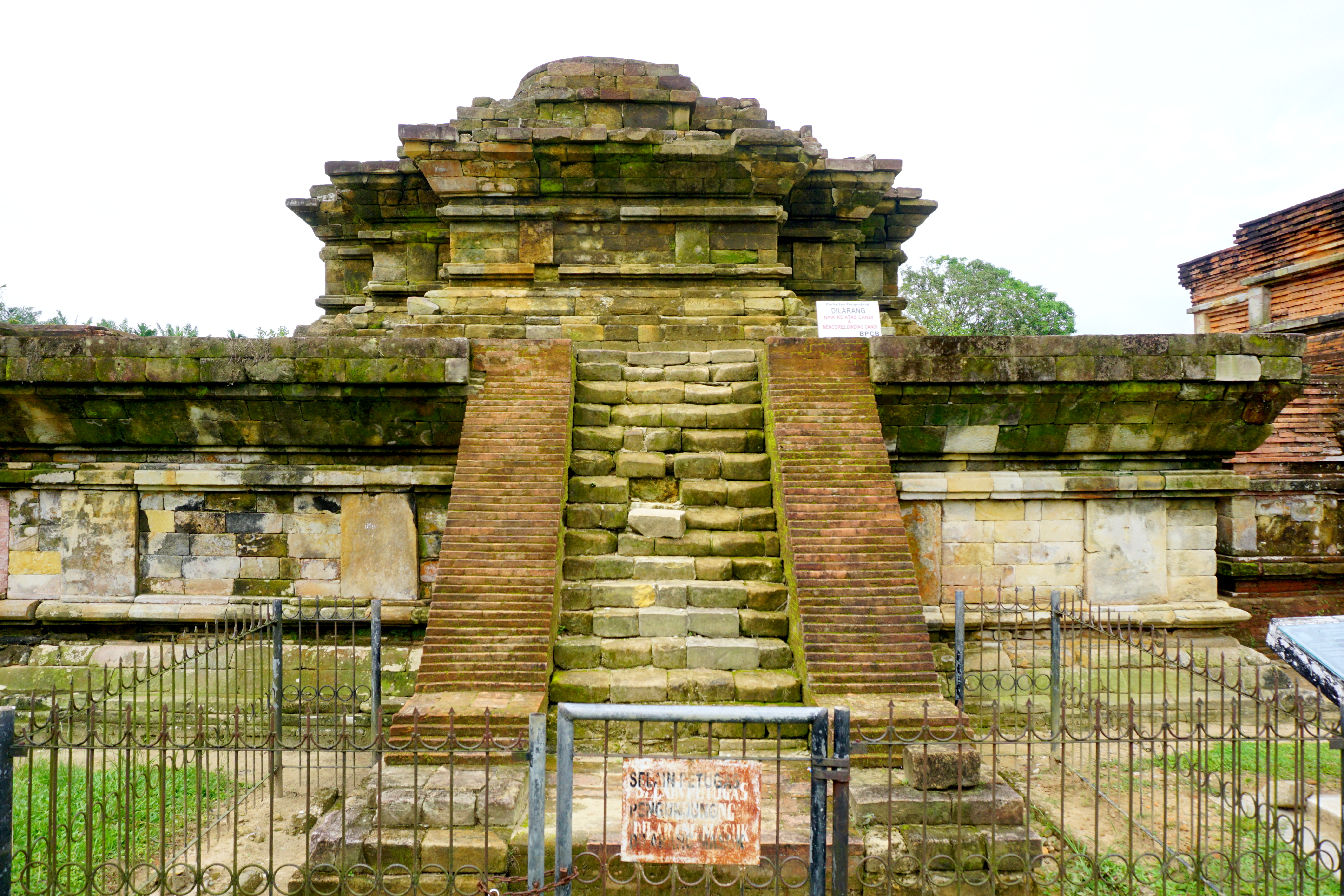
新（Bungsu）禪邸
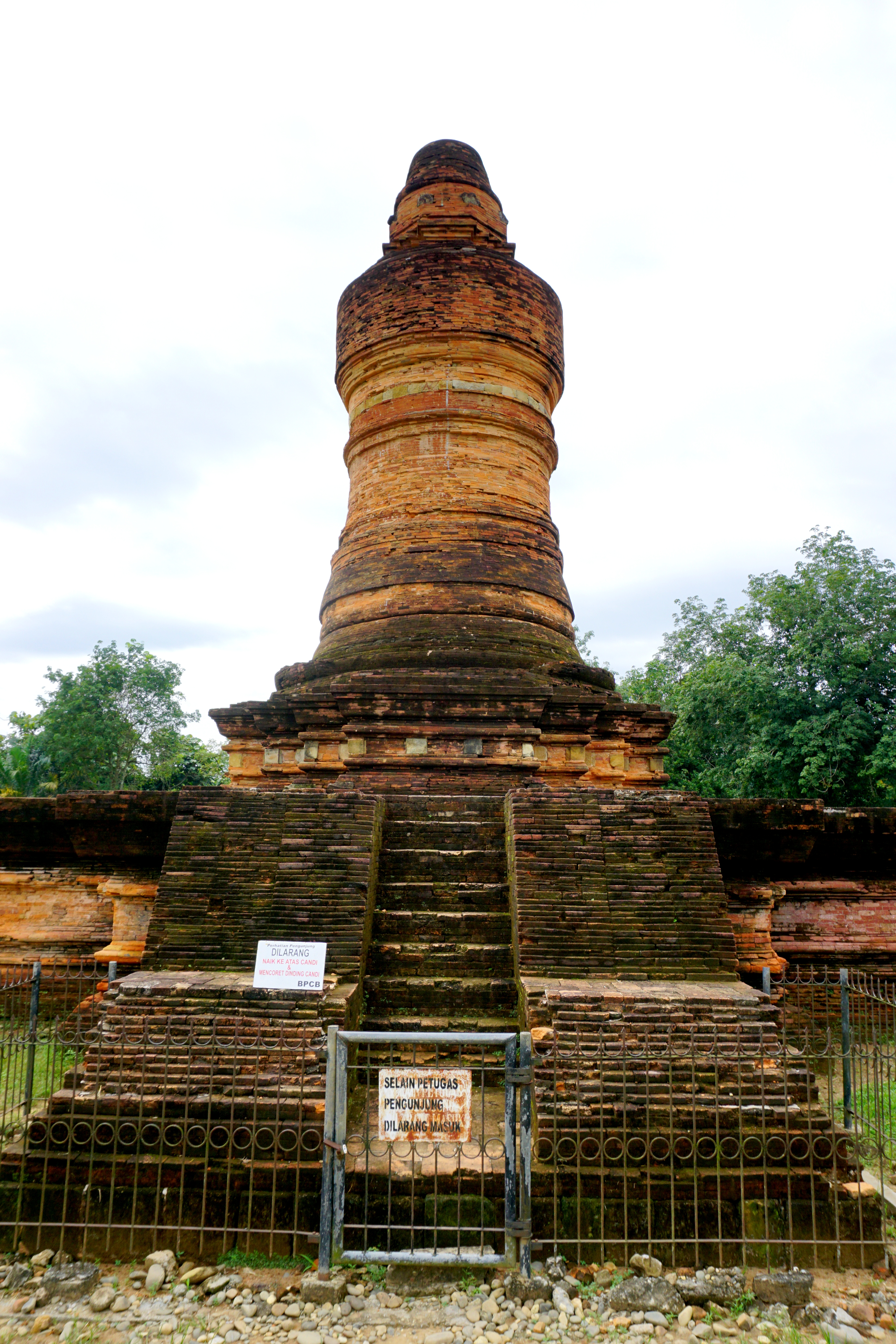
瑪利蓋（Mahligai）禪邸
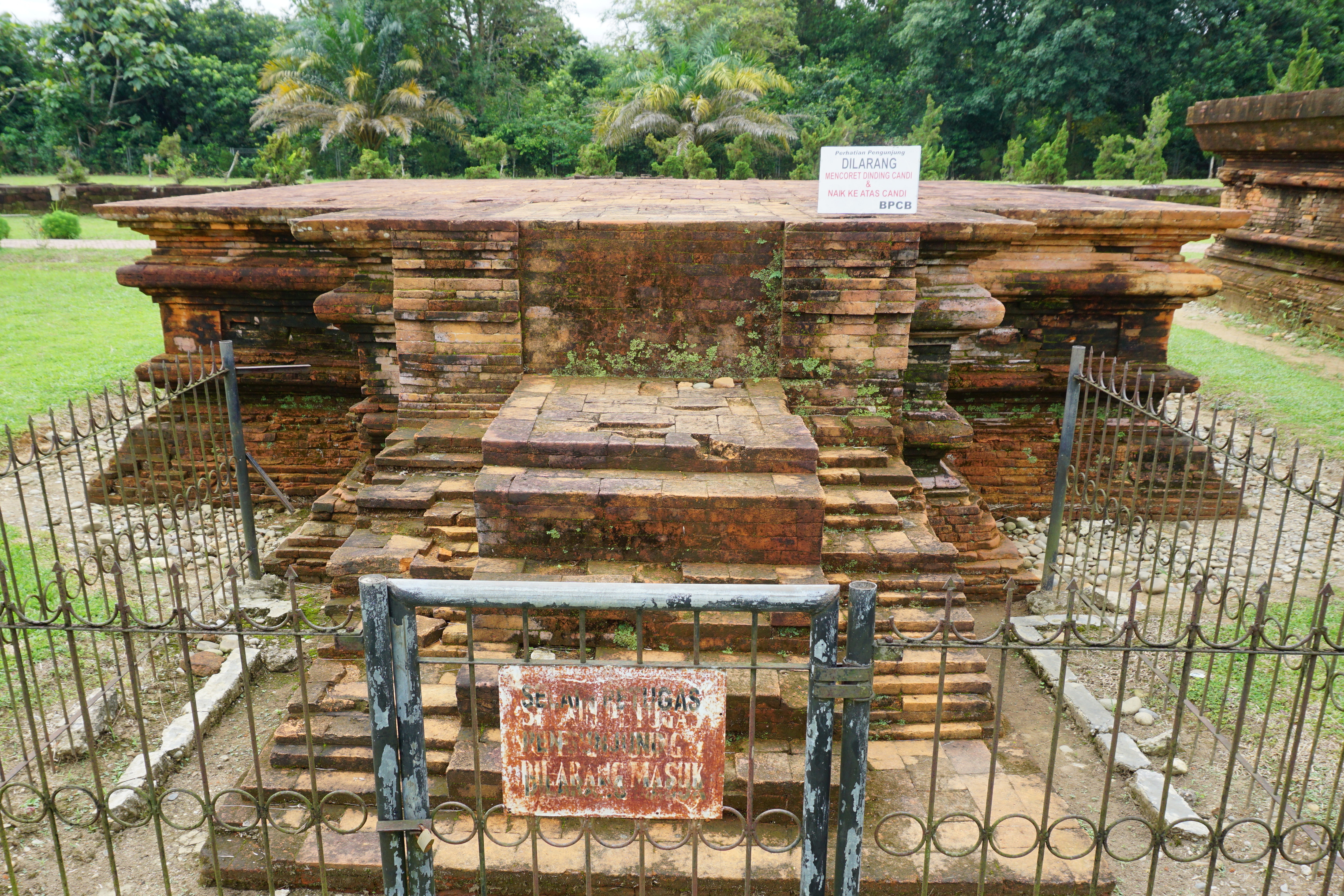
帕朗卡（Palangka）禪邸